# 240-ві до н. е.

## Події
- 246 — кінець правління в еллістичному Єгипті Птолемея II Філадельфа;
- 246 — початок правління в еллістичному Єгипті Птолемея III Евергета;